# Реглан

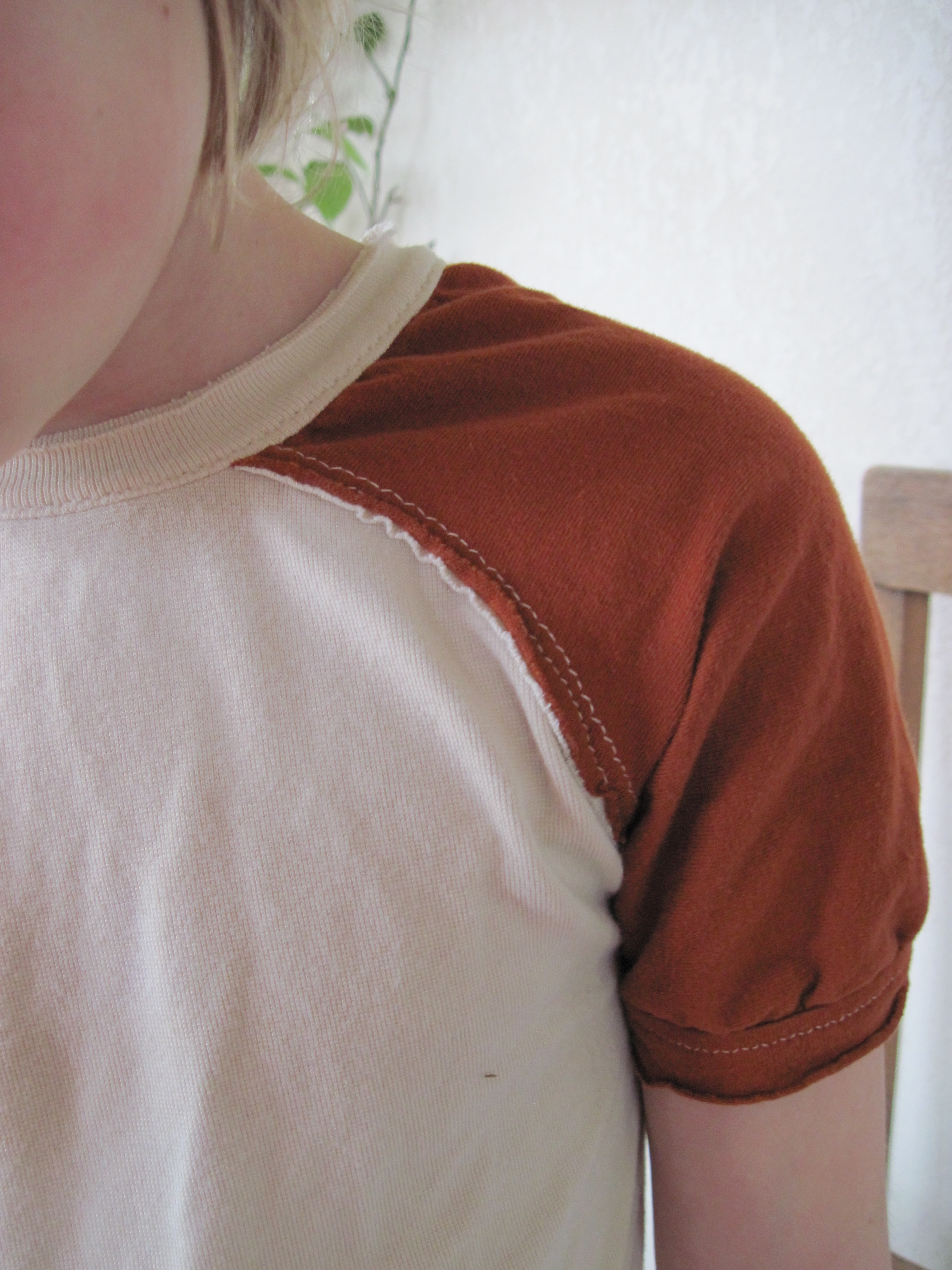
Типовий реглан

Регла́н (англ. Raglan) — вид крою рукава одягу, при якому рукав викроюється разом з плечовою частиною переду і спинки виробу.

## Історія
Цей вид рукава названий на честь британського фельдмаршала барона Реглану, який втратив праву руку в Битві при Ватерлоо (1815 рік) і носив одяг з таким видом рукава, щоб трохи приховати цей недолік. Згадка про реглан вперше з'явилася в англійській літературі приблизно в 1862 році. Вважається, що реглан винайдений англійцями під час Кримської війни 1853—1856 років. Численні дощі підштовхнули до цього винаходу — вода не проникала під одяг через відсутність шва.
У той же час на одній з акварелей російського художника XIX століття Федора Солнцева, датованій ще 1842 роком, є зображення дівчини з Тульської губернії в вишитій сорочці з типовим рукавом такого типу.

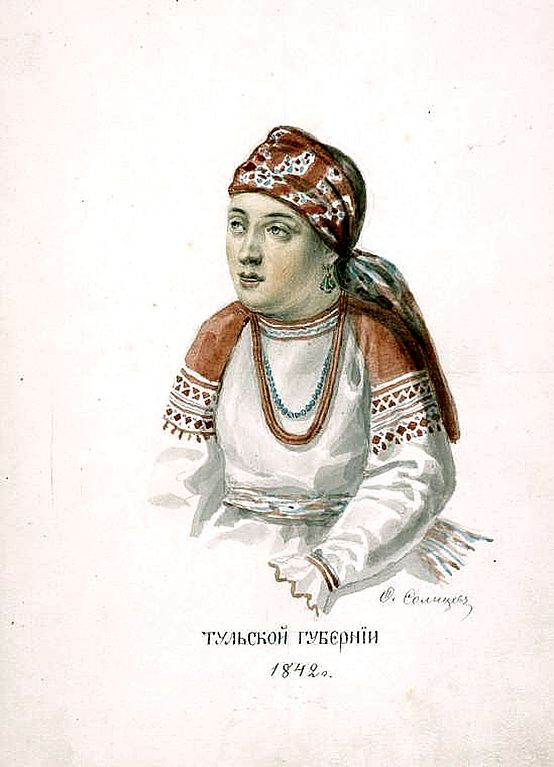
Дівчина Тульської губернії в вишитій сорочці з рукавом- «регланом», 1842 рік. «Одяг Російської держави». Акварелі Ф. Г. Солнцева.

## Види

### За формою лінії пройми
- Типовий реглан — лінія пройми проходить нижче точок вершин горловини переду і спинки на 1,5-5 см, плавно опускаючись згори вниз. Лінія пройми переривається лінією горловини переду і спинки;
- Нульовий реглан — лінія пройми проходить від точки вершини горловини переду до точки вершини горловини спинки, плавно опускаючись згори вниз. Лінія пройми примикає до лінії горловини;
- Напівреглан — лінія пройми проходить від середини лінії плеча. Між горловиною і приймай є проміжок в області плеча;
- Реглан-погон — лінія пройми проходить від горловини паралельно лінії плеча, плавно переходячи в лінію пройми втачного рукава;
- Фантазійний реглан — нижня частина лінії пройми як у втачного рукава, верхня — довільної форми (наприклад, переходить в кокетку).

### За формою рукава
- Стрімкі з різноманітним оформленням пройми;
- М'якої форми.

### За кількістю швів рукава
- Одношовні;
- Двошовні;
- Трьохшовні.